# Мачала
Мачала (шп. San Antonio de Machala) је град у југозападном Еквадору. То је главни град провинције Ел Оро, а налази се у близини Гвајакилског залива на плодним низинама. Мачала има 241.606 становника (попис 2010); то је осми по величини град у земљи и друга по важности лука. Називан је светском престоницом банана.

## Географија и економија
Град и његова лука Пуерто Боливар велики су трговачки, транспортни и банкарски центар у јужном Еквадору. Преко луке се извозе банане, кафа, какао и шкампи. Лука Боливар је највећа лука за извоз еквадорских банана, а Мачала се назива „престоницом банана”. У граду и околини налазе се бројна предузећа за прераду пољопривредних производа. Мачала има мали аеродром (Aeropuerto General Manuel Serrano).

## Историја
Мачала се први пут помиње 1537. године као мало индијанско насеље. Садашњи град изграђен је према декрету који је 1763. године издао гувернер Гвајакила, са циљем да се интензивира политика насељавања шпанских колонијалних власти, привуку имигранти из Шпаније у плодне регије јужног Еквадора. Године 1784. краљевска публика Кито формира округ Мачала у провинцији Гвајакил и промовише оснивање великих плантажа какаоа.
Након проглашења независности Гвајакила 1820, Мачала му се придружила а 1824. године постала је посебан кантон 1830. године у држави Нова Гранада. Лука Пуерто Боливар је изграђена 1883. године, 7 километара од центра града, на Тихом океану. Мачала је 1884. године постала административни центар провинције Ел Оро, настале исте године. Године 1900. до града је постављена железничка пруга. Током Перуанско-Еквадорског рата, 1941. године град и луку су тешко бомбардовале перуанске ваздушне снаге, а затим су их заузеле перуанске снаге. Перуанске јединице повучене су тек 1942. године, након закључења мировног уговора у Рио де Жанеиру.
Од 1969. Мачала је средиште католичке бискупије.